# Jacob Gijsbertus Samuël van Breda
Pour les articles homonymes, voir Breda (homonymie).
Jacob Gijsbertus Samuël van Breda (24 octobre 1788 – 2 septembre 1867) est un biologiste et géologue néerlandais.

## Biographie
Jacob Gijsbertus Samuël van Breda est né le 24 octobre 1788 à Delft. Il étudie la médecine et les sciences à l'université de Leyde et en sort diplômé en 1811 après quoi il passe une année à Paris. En 1816, il obtient une chaire de botanique, chimie et pharmacologie à l'université de Franeker avant d'être nommé professeur de botanique, zoologie et anatomie comparée à l'université de Gand. Il contribue alors à la réalisation d'une carte géologique de ce qui correspond à la Belgique actuelle. À la suite de la révolution belge en 1830, il doit quitter Gand et s'installe de nouveau à Leyde et entretient des liens avec l'université où il enseigne à partir de 1835 la zoologie et la géologie. En 1839, il est nommé directeur du musée Teyler à Haarlem et commence à rassembler une importante collection de fossiles. Il meurt le 2 septembre 1867 à Haarlem.